# Henry L. Dawes
Henry L. Dawes (Cummington, 1816. október 30. – Pittsfield, 1903. február 5.) az Amerikai Egyesült Államok szenátora (Massachusetts, 1875–1893).